# 厚生省
厚生省（こうせいしょう、Ministry of Health and Welfare）は、かつて存在した日本の行政機関である。医療・保健・社会保障などを所管していた。
2001年（平成13年）1月、労働省（当時）と統合されて厚生労働省に改称した。

## 概要
「書経」の「正徳利用、厚生惟和（徳を正しくして用を利し、生を厚くしてこれ和す）」から厚生省と名付けられた。当初、近衛文麿首相は「社会保健省」との命名を提案、これに対して陸軍省が「保健社会省」を提案し、「保健社会省」が採られた。しかし、枢密院審査委員会において「保健社会省とは名前が長すぎる。以前、農商務省というのはあったが、三字止まりだ。もっと簡明な名前にした方がよい」という意見が南弘顧問官から出され、南顧問官から漢籍に出所を持つ「利用厚生」云々はまさに新省の所掌事務を示している。そこで、この厚生をとって厚生省としようという提案があったことに由来する。

## 沿革
- 1938年（昭和13年）1月11日：当時の陸軍大臣寺内寿一の提唱に端を発し、国民の体力向上、結核等伝染病への罹患防止、傷痍軍人や戦死者の遺族に関する行政機関として、内務省から衛生局及び社会局が分離される形で、厚生省が設置される。設置当初は1官房5局（体力局、衛生局、予防局、社会局及び労働局）からなり、外局として保険院が置かれた[3]。当時は人材を主に内務省内で発掘して、厚生省へ出向させるかたちをとっていた。
- 1947年（昭和22年）9月1日：労働行政部門（労政局、労働基準局及び職業安定局）が労働省として分離される。
- 1947年（昭和22年）10月15日：復員庁は廃止となり第一復員局（旧陸軍省）は厚生省に吸収される。
- 1948年（昭和23年）1月1日：第二復員局（旧海軍省）も厚生省の所管となる。
- 1948年（昭和23年）5月31日：外局に引揚援護庁を設置。
- 1954年（昭和29年）3月31日：引揚援護庁を廃止し、内部部局に引揚援護局を設置。
- 1962年（昭和37年）7月1日：外局に社会保険庁を設置。
- 1971年（昭和46年）7月1日：環境・公害行政部門（大臣官房国立公園部及び環境衛生局公害部）が環境庁として分離される。
- 2001年（平成13年）1月5日：中央省庁再編に伴い、労働省と再統合して厚生労働省となる。

## 組織

### 内部部局
- 大臣官房
  - 統計情報部
  - 障害保健福祉部
- 医務局……健康政策局に再編[4]
- 健康政策局……医政局に再編[4]
- 保健医療局
  - 国立病院部
- 生活衛生局……一部が健康局、一部が医薬局に再編[5]
  - 水道環境部
- 医薬安全局……生活衛生局とともに医薬局に再編[5]
- 医薬局……後に医薬食品局さらに医薬・生活衛生局に再編[4]
- 社会・援護局
- 老人保健福祉局
- 児童家庭局
- 保険局
- 年金局

### 地方支分部局
- 地方医務局
- 地区麻薬取締官事務所

### 外局
- 社会保険庁

## 歴代大臣
厚生大臣（こうせいだいじん）は、日本の廃止された国務大臣で社会保障行政を所管していた。厚生省の長。
歴代大臣
| 代                                                 | 氏名                                               | 内閣                                               | 就任日                                                                   | 政党                                               |
| 厚生大臣（厚生省官制（昭和13年1月11日勅令第7号）） | 厚生大臣（厚生省官制（昭和13年1月11日勅令第7号）） | 厚生大臣（厚生省官制（昭和13年1月11日勅令第7号）） | 厚生大臣（厚生省官制（昭和13年1月11日勅令第7号））                       | 厚生大臣（厚生省官制（昭和13年1月11日勅令第7号）） |
| -------------------------------------------------- | -------------------------------------------------- | -------------------------------------------------- | ------------------------------------------------------------------------ | -------------------------------------------------- |
| 1                                                  | 木戸幸一                                           | 第1次近衛内閣                                      | 1938年（昭和13年）1月11日 1938年（昭和13年）5月26日まで文部大臣兼任      |                                                    |
| 2                                                  | 廣瀬久忠                                           | 平沼内閣                                           | 1939年（昭和14年）1月5日                                                 |                                                    |
| 3                                                  | 小原直                                             | 阿部内閣                                           | 1939年（昭和14年）8月30日 内務大臣兼任                                   |                                                    |
| 4                                                  | 秋田清                                             | 阿部内閣                                           | 1939年（昭和14年）11月29日                                               |                                                    |
| 5                                                  | 吉田茂                                             | 米内内閣                                           | 1940年（昭和15年）1月16日                                                |                                                    |
| 6                                                  | 安井英二                                           | 第2次近衛内閣                                      | 1940年（昭和15年）7月22日 内務大臣兼任                                   |                                                    |
| 7                                                  | 金光庸夫                                           | 第2次近衛内閣                                      | 1940年（昭和15年）9月28日                                                |                                                    |
| 8                                                  | 小泉親彦                                           | 第3次近衛内閣                                      | 1941年（昭和16年）7月18日                                                |                                                    |
| 8                                                  | 小泉親彦                                           | 東條内閣                                           | 1941年（昭和16年）10月18日                                               |                                                    |
| 9                                                  | 廣瀬久忠                                           | 小磯内閣                                           | 1944年（昭和19年）7月22日                                                |                                                    |
| 10                                                 | 相川勝六                                           | 小磯内閣                                           | 1945年（昭和20年）2月10日                                                |                                                    |
| 11                                                 | 岡田忠彦                                           | 鈴木貫太郎内閣                                     | 1945年（昭和20年）4月7日                                                 |                                                    |
| 12                                                 | 松村謙三                                           | 東久邇宮内閣                                       | 1945年（昭和20年）8月17日                                                | 大日本政治会                                       |
| 13                                                 | 芦田均                                             | 幣原内閣                                           | 1945年（昭和20年）10月9日                                                | 日本自由党                                         |
| 14                                                 | 河合良成                                           | 第1次吉田内閣                                      | 1946年（昭和21年）5月22日                                                | 民間                                               |
| -                                                  | 吉田茂                                             | 第1次吉田内閣                                      | 1947年（昭和22年）5月22日 内閣総理大臣の臨時代理                         | 日本自由党                                         |
| -                                                  | 片山哲                                             | 片山内閣                                           | 1947年（昭和22年）5月24日 内閣総理大臣の臨時代理                         | 日本社会党                                         |
| 15                                                 | 一松定吉                                           | 片山内閣                                           | 1947年（昭和22年）6月1日                                                 | 民主党                                             |
| 16                                                 | 竹田儀一                                           | 芦田内閣                                           | 1948年（昭和23年）3月10日                                                | 民主党                                             |
| -                                                  | 吉田茂                                             | 第2次吉田内閣                                      | 1948年（昭和23年）10月15日 内閣総理大臣の臨時代理                        | 民主自由党                                         |
| 17                                                 | 林譲治                                             | 第2次吉田内閣                                      | 1948年（昭和23年）10月19日 副総理兼任                                    | 民主自由党                                         |
| 18                                                 | 林譲治                                             | 第3次吉田内閣                                      | 1949年（昭和24年）2月16日 副総理兼任                                     | 民主自由党                                         |
| 19                                                 | 黒川武雄                                           | 第3次吉田第1次改造内閣                             | 1950年（昭和25年）6月28日                                                | 自由党                                             |
| 20                                                 | 橋本龍伍                                           | 第3次吉田第2次改造内閣                             | 1951年（昭和26年）7月4日 行政管理庁長官兼任                              | 自由党                                             |
| 20                                                 | 橋本龍伍                                           | 第3次吉田第3次改造内閣                             | 1951年（昭和26年）7月4日 行政管理庁長官兼任                              | 自由党                                             |
| 21                                                 | 吉武恵市                                           | 1952年（昭和27年）1月18日 労働大臣兼任             | 自由党                                                                   |                                                    |
| 22                                                 | 山縣勝見                                           | 第4次吉田内閣                                      | 1952年（昭和27年）10月30日                                               | 自由党                                             |
| 23                                                 | 山縣勝見                                           | 第5次吉田内閣                                      | 1953年（昭和28年）5月21日                                                | 自由党                                             |
| 24                                                 | 草葉隆圓                                           | 第5次吉田内閣                                      | 1954年（昭和29年）1月9日                                                 | 自由党                                             |
| 25                                                 | 鶴見祐輔                                           | 第1次鳩山内閣                                      | 1954年（昭和29年）12月10日                                               | 日本民主党                                         |
| 26                                                 | 川崎秀二                                           | 第2次鳩山内閣                                      | 1955年（昭和30年）3月19日                                                | 日本民主党                                         |
| 27                                                 | 小林英三                                           | 第3次鳩山内閣                                      | 1955年（昭和30年）11月22日                                               | 自由民主党                                         |
| -                                                  | 石橋湛山                                           | 石橋内閣                                           | 1956年（昭和31年）12月23日 内閣総理大臣の臨時代理                        | 自由民主党                                         |
| 28                                                 | 神田博                                             | 石橋内閣                                           | 1956年（昭和31年）12月23日                                               | 自由民主党                                         |
| 29                                                 | 神田博                                             | 第1次岸内閣                                        | 1957年（昭和32年）2月25日                                                | 自由民主党                                         |
| 30                                                 | 堀木鎌三                                           | 第1次岸改造内閣                                    | 1957年（昭和32年）7月10日                                                | 自由民主党                                         |
| 31                                                 | 橋本龍伍                                           | 第2次岸内閣                                        | 1958年（昭和33年）6月12日 1958年（昭和33年）12月31日から文部大臣臨時代理 | 自由民主党                                         |
| 32                                                 | 坂田道太                                           | 第2次岸内閣                                        | 1959年（昭和34年）1月12日                                                | 自由民主党                                         |
| 33                                                 | 渡邊良夫                                           | 第2次岸改造内閣                                    | 1959年（昭和34年）4月24日                                                | 自由民主党                                         |
| 34                                                 | 中山マサ                                           | 第1次池田内閣                                      | 1960年（昭和35年）7月19日                                                | 自由民主党                                         |
| 35                                                 | 古井喜実                                           | 第2次池田内閣                                      | 1960年（昭和35年）12月8日                                                | 自由民主党                                         |
| 36                                                 | 灘尾弘吉                                           | 第2次池田第1次改造内閣                             | 1961年（昭和36年）7月18日                                                | 自由民主党                                         |
| 37                                                 | 西村英一                                           | 第2次池田第2次改造内閣                             | 1962年（昭和37年）7月18日                                                | 自由民主党                                         |
| 38                                                 | 小林武治                                           | 第2次池田第3次改造内閣                             | 1963年（昭和38年）7月18日                                                | 自由民主党                                         |
| 39                                                 | 小林武治                                           | 第3次池田内閣                                      | 1963年（昭和38年）12月9日                                                | 自由民主党                                         |
| 40                                                 | 神田博                                             | 第3次池田改造内閣                                  | 1964年（昭和39年）7月18日                                                | 自由民主党                                         |
| 41                                                 | 神田博                                             | 第1次佐藤内閣                                      | 1964年（昭和39年）11月9日                                                | 自由民主党                                         |
| 42                                                 | 鈴木善幸                                           | 第1次佐藤第1次改造内閣 第1次佐藤第2次改造内閣      | 1965年（昭和40年）6月3日                                                 | 自由民主党                                         |
| 43                                                 | 坊秀男                                             | 第1次佐藤第3次改造内閣                             | 1966年（昭和41年）12月3日                                                | 自由民主党                                         |
| 44                                                 | 坊秀男                                             | 第2次佐藤内閣                                      | 1967年（昭和42年）2月17日                                                | 自由民主党                                         |
| 45                                                 | 園田直                                             | 第2次佐藤第1次改造内閣                             | 1967年（昭和42年）11月25日                                               | 自由民主党                                         |
| 46                                                 | 斎藤昇                                             | 第2次佐藤第2次改造内閣                             | 1968年（昭和43年）11月30日                                               | 自由民主党                                         |
| 47                                                 | 内田常雄                                           | 第3次佐藤内閣                                      | 1970年（昭和45年）1月14日                                                | 自由民主党                                         |
| 48                                                 | 斎藤昇                                             | 第3次佐藤改造内閣                                  | 1971年（昭和46年）7月5日                                                 | 自由民主党                                         |
| 49                                                 | 塩見俊二                                           | 第1次田中角栄内閣                                  | 1972年（昭和47年）7月7日                                                 | 自由民主党                                         |
| 50                                                 | 斎藤邦吉                                           | 第2次田中角栄内閣 第２次田中角栄第1次改造内閣      | 1972年（昭和47年）12月22日                                               | 自由民主党                                         |
| 51                                                 | 福永健司                                           | 第2次田中角栄第2次改造内閣                         | 1974年（昭和49年）11月11日                                               | 自由民主党                                         |
| 52                                                 | 田中正巳                                           | 三木内閣                                           | 1974年（昭和49年）12月9日                                                | 自由民主党                                         |
| 53                                                 | 早川崇                                             | 三木改造内閣                                       | 1976年（昭和51年）9月15日                                                | 自由民主党                                         |
| 54                                                 | 渡辺美智雄                                         | 福田赳夫内閣                                       | 1976年（昭和51年）12月24日                                               | 自由民主党                                         |
| 55                                                 | 小沢辰男                                           | 福田赳夫改造内閣                                   | 1977年（昭和52年）11月28日                                               | 自由民主党                                         |
| 56                                                 | 橋本龍太郎                                         | 第1次大平内閣                                      | 1978年（昭和53年）12月7日                                                | 自由民主党                                         |
| 57                                                 | 野呂恭一                                           | 第2次大平内閣                                      | 1979年（昭和54年）11月9日                                                | 自由民主党                                         |
| 58                                                 | 斎藤邦吉                                           | 鈴木善幸内閣                                       | 1980年（昭和55年）7月17日                                                | 自由民主党                                         |
| 59                                                 | 園田直                                             | 鈴木善幸内閣                                       | 1980年（昭和55年）9月19日                                                | 自由民主党                                         |
| 60                                                 | 村山達雄                                           | 鈴木善幸内閣                                       | 1981年（昭和56年）5月18日                                                | 自由民主党                                         |
| 61                                                 | 森下元晴                                           | 鈴木善幸改造内閣                                   | 1981年（昭和56年）11月30日                                               | 自由民主党                                         |
| 62                                                 | 林義郎                                             | 第1次中曽根内閣                                    | 1982年（昭和57年）11月27日                                               | 自由民主党                                         |
| 63                                                 | 渡部恒三                                           | 第2次中曽根内閣                                    | 1983年（昭和58年）12月27日                                               | 自由民主党                                         |
| 64                                                 | 増岡博之                                           | 第2次中曽根第1次改造内閣                           | 1984年（昭和59年）11月1日                                                | 自由民主党                                         |
| 65                                                 | 今井勇                                             | 第2次中曽根第2次改造内閣                           | 1985年（昭和60年）12月28日                                               | 自由民主党                                         |
| 66                                                 | 斎藤十朗                                           | 第3次中曽根内閣                                    | 1986年（昭和61年）7月22日                                                | 自由民主党                                         |
| 67                                                 | 藤本孝雄                                           | 竹下内閣                                           | 1987年（昭和62年）11月6日                                                | 自由民主党                                         |
| 68                                                 | 小泉純一郎                                         | 竹下改造内閣                                       | 1988年（昭和63年）12月27日                                               | 自由民主党                                         |
| 69                                                 | 小泉純一郎                                         | 宇野内閣                                           | 1989年（平成元年）6月3日                                                 | 自由民主党                                         |
| 70                                                 | 戸井田三郎                                         | 第1次海部内閣                                      | 1989年（平成元年）8月10日                                                | 自由民主党                                         |
| 71                                                 | 津島雄二                                           | 第2次海部内閣                                      | 1990年（平成2年）2月28日                                                 | 自由民主党                                         |
| 72                                                 | 下条進一郎                                         | 第2次海部改造内閣                                  | 1990年（平成2年）12月29日                                                | 自由民主党                                         |
| 73                                                 | 山下徳夫                                           | 宮澤内閣                                           | 1991年（平成3年）11月5日                                                 | 自由民主党                                         |
| 74                                                 | 丹羽雄哉                                           | 宮澤改造内閣                                       | 1992年（平成4年）12月12日                                                | 自由民主党                                         |
| 75                                                 | 大内啓伍                                           | 細川内閣                                           | 1993年（平成5年）8月9日                                                  | 民社党                                             |
| -                                                  | 羽田孜                                             | 羽田内閣                                           | 1994年（平成6年）4月28日 内閣総理大臣が臨時代理                          | 新生党                                             |
| 76                                                 | 大内啓伍                                           | 羽田内閣                                           | 1994年（平成6年）4月28日                                                 | 民社党                                             |
| 77                                                 | 井出正一                                           | 村山内閣                                           | 1994年（平成6年）6月30日                                                 | 新党さきがけ                                       |
| 78                                                 | 森井忠良                                           | 村山改造内閣                                       | 1995年（平成7年）8月8日                                                  | 日本社会党                                         |
| 79                                                 | 菅直人                                             | 第1次橋本内閣                                      | 1996年（平成8年）1月11日                                                 | 新党さきがけ                                       |
| 80                                                 | 小泉純一郎                                         | 第2次橋本内閣 第2次橋本改造内閣                    | 1996年（平成8年）11月7日                                                 | 自由民主党                                         |
| 81                                                 | 宮下創平                                           | 小渕内閣 小渕第1次改造内閣                         | 1998年（平成10年）7月29日                                                | 自由民主党                                         |
| 82                                                 | 丹羽雄哉                                           | 小渕第2次改造内閣                                  | 1999年（平成11年）10月5日                                                | 自由民主党                                         |
| 83                                                 | 丹羽雄哉                                           | 第1次森内閣                                        | 2000年（平成12年）4月5日                                                 | 自由民主党                                         |
| 84                                                 | 津島雄二                                           | 第2次森内閣                                        | 2000年（平成12年）7月4日                                                 | 自由民主党                                         |
| 85                                                 | 坂口力                                             | 第2次森改造内閣（中央省庁再編前）                  | 2000年（平成12年）12月5日 労働大臣兼任                                   | 公明党                                             |

- 辞令のある再任は代として数え、辞令のない留任は数えていない。
- 臨時代理は大臣を欠いた場合のもののみ記載し、海外出張等の一時不在代理は記載していない。
- 太文字はのちに内閣総理大臣となった者

## 厚生次官・厚生事務次官
昭和24年6月1日に厚生次官から厚生事務次官に改称。
| 代数         | 氏名           | 在任期間                        | 前職                                     | 退任後の役職                                                             |
| 厚生次官     | 厚生次官       | 厚生次官                        | 厚生次官                                 | 厚生次官                                                                 |
| ------------ | -------------- | ------------------------------- | ---------------------------------------- | ------------------------------------------------------------------------ |
| -            | 葛西嘉資       | 1948年3月16日 - 1949年6月1日    | 社会局長                                 | 厚生事務次官                                                             |
| 厚生事務次官 |                |                                 |                                          |                                                                          |
| 1            | 葛西嘉資       | 1949年6月1日 - 1951年5月8日     | 厚生次官                                 | 日本赤十字社副社長 社会福祉事業振興会会長 医薬品副作用被害救済基金理事長 |
| 2            | 宮崎太一       | 1951年5月8日 - 1953年9月1日     | 引揚援護庁長官                           |                                                                          |
| 3            | 木村忠二郎     | 1953年9月1日 - 1957年5月20日    | 引揚援護庁長官                           | 社会福祉事業振興会会長                                                   |
| 4            | 田邊繁雄       | 1957年5月20日 - 1959年7月10日   | 引揚援護局長                             | 日本赤十字社副社長                                                       |
| 5            | 安田巌         | 1959年7月10日 - 1960年6月17日   | 社会局長                                 | 医療金融公庫総裁                                                         |
| 6            | 高田正巳       | 1960年6月17日 - 1961年11月17日  | 社会局長                                 |                                                                          |
| 7            | 太宰博邦       | 1961年11月17日 - 1963年12月10日 | 社会局長                                 | 社会福祉事業振興会会長                                                   |
| 8            | 高田浩運       | 1963年12月10日 - 1965年2月9日   | 社会保険庁長官                           | 参議院議員                                                               |
| 9            | 大山正         | 1965年2月9日 - 1965年6月2日     | 社会保険庁長官                           | 環境衛生金融公庫理事長 こどもの国協会理事長                              |
| 10           | 牛丸義留       | 1965年6月2日 - 1967年6月6日     | 社会局長                                 | 年金福祉事業団理事長                                                     |
| 11           | 山本正淑       | 1967年6月6日 - 1969年8月12日    | 社会保険庁長官                           | 日本赤十字社社長                                                         |
| 12           | 熊崎正夫       | 1969年8月12日 - 1971年1月8日    | 社会保険庁長官                           | 公害防止事業団理事長                                                     |
| 13           | 梅本純正       | 1971年1月8日 - 1971年7月1日     | 社会保険庁長官                           | 環境事務次官 内閣官房副長官 武田薬品工業社長                             |
| 14           | 坂元貞一郎     | 1971年7月1日 - 1973年7月27日    | 児童家庭局長                             | 環境衛生金融公庫理事長                                                   |
| 15           | 戸沢政方       | 1973年7月27日 - 1974年6月11日   | 社会保険庁長官                           | 衆議院議員                                                               |
| 16           | 加藤威二       | 1974年6月11日 - 1975年7月8日    | 社会保険庁長官                           | 環境衛生金融公庫理事長                                                   |
| 17           | 高木玄         | 1975年7月8日 - 1976年10月15日   | 社会保険庁長官                           | 年金福祉事業団理事長                                                     |
| 18           | 北川力夫       | 1976年10月15日 - 1977年8月23日  | 社会保険庁長官                           | 医療金融公庫総裁                                                         |
| 19           | 翁久次郎       | 1977年8月23日 - 1978年12月12日  | 社会保険庁長官                           | 内閣官房副長官 厚生年金基金連合会理事長                                  |
| 20           | 曽根田郁夫     | 1978年12月12日 - 1980年3月4日   | 社会保険庁長官                           | 厚生年金基金連合会理事長 参議院議員                                      |
| 21           | 八木哲夫       | 1980年3月4日 - 1981年8月26日    | 社会保険庁長官                           | 年金福祉事業団理事長                                                     |
| 22           | 石野清治       | 1981年8月26日 - 1982年8月27日   | 社会保険庁長官                           |                                                                          |
| 23           | 山下眞臣       | 1982年8月27日 - 1984年8月28日   | 社会保険庁長官                           | 環境衛生金融公庫理事長                                                   |
| 24           | 吉村仁         | 1984年8月28日 - 1986年6月13日   | 保険局長                                 |                                                                          |
| 25           | 幸田正孝       | 1986年6月13日 - 1988年6月7日    | 保険局長                                 | 年金福祉事業団理事長                                                     |
| 26           | 吉原健二       | 1988年6月7日 - 1990年6月29日    | 社会保険庁長官                           | 厚生年金基金連合会理事長                                                 |
| 27           | 坂本龍彦       | 1990年6月29日 - 1992年7月1日    | 保険局長                                 | 環境衛生金融公庫理事長                                                   |
| 28           | 黒木武弘       | 1992年7月1日 - 1993年6月29日    | 保険局長                                 | 社会福祉・医療事業団理事長                                               |
| 29           | 古川貞二郎     | 1993年6月29日 - 1994年9月2日    | 保険局長                                 | 内閣官房副長官                                                           |
| 30           | 多田宏         | 1994年9月2日 - 1996年7月2日     | 保険局長                                 | 厚生年金基金連合会理事長                                                 |
| 31           | 岡光序治       | 1996年7月2日 - 1996年11月19日   | 保険局長                                 |                                                                          |
| -            | （佐々木典夫） | 1996年11月19日 - 1996年11月22日 | （社会保険庁長官が厚生事務次官事務代理） | （社会保険庁長官が厚生事務次官事務代理）                                 |
| 32           | 山口剛彦       | 1996年11月22日 - 1999年8月31日  | 保険局長                                 | 福祉医療機構理事長                                                       |
| 33           | 羽毛田信吾     | 1999年8月31日 - 2001年1月5日    | 保険局長                                 | 宮内庁長官                                                               |

- 辞令のある再任は代として数え、辞令のない留任は数えていない。
- 臨時代理は大臣を欠いた場合のもののみ記載し、海外出張等の一時不在代理は記載していない。